# Ai Takahashi

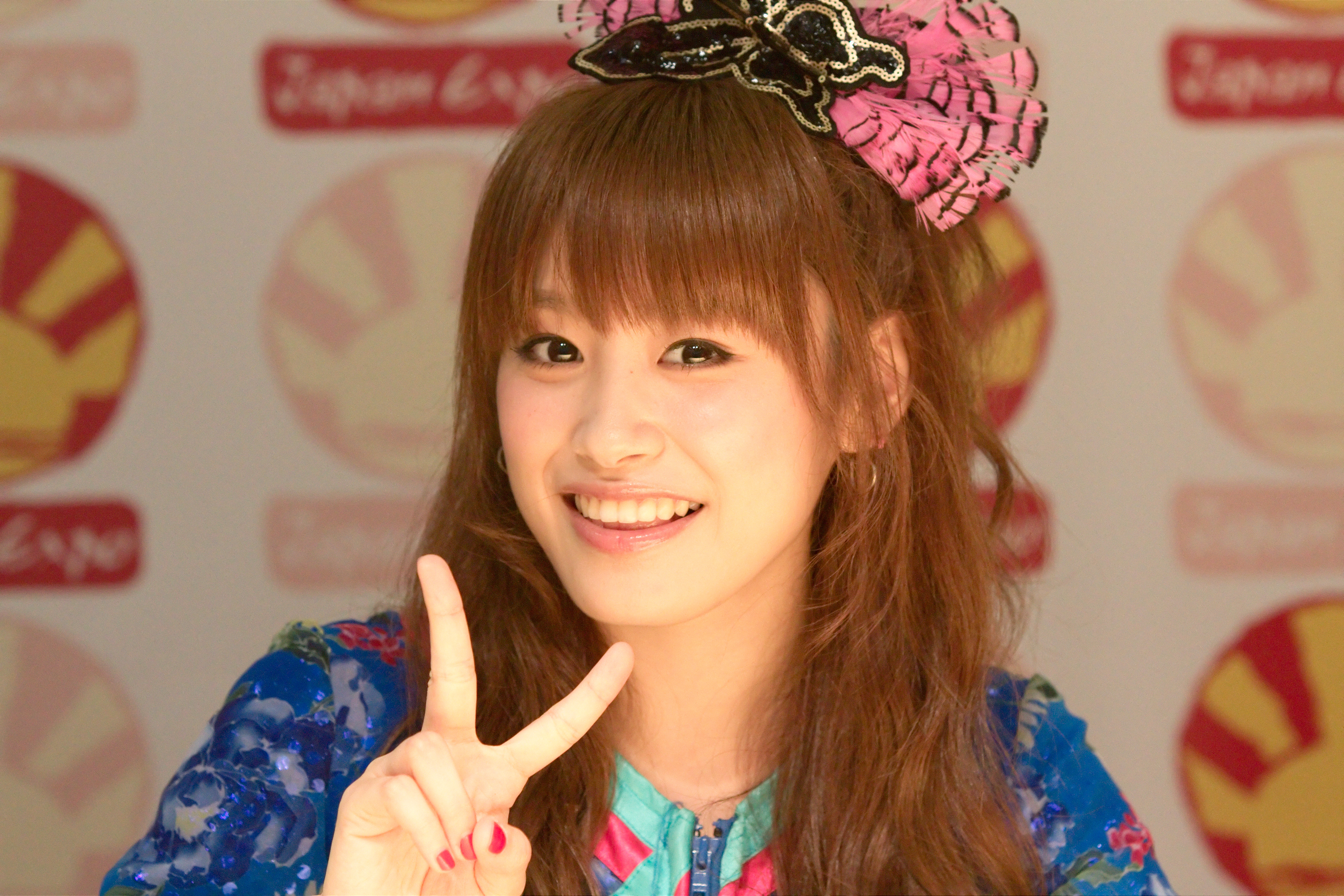
Ai Takahashi (2010)

Ai Takahashi (jap. 高橋 愛, Takahashi Ai; * 14. September 1986 in Sakai, Präfektur Fukui) ist eine japanische Sängerin und Schauspielerin.

## Leben und Wirken
Sie war Mitglied und Leader der japanischen Girlgroup Morning Musume. Sie zählt als Mitglied der 5. Generation und wurde 2001 durch ein Casting, zusammen mit Asami Konno, Makoto Ogawa und Risa Niigaki, Mitglied von Morning Musume. Nach ihrem Ausstieg aus der Girl-Group und dem Hello!Project verfolgt sie eine Karriere als Musical-Star. Takahashi war folgedessen Teil der japanischen Besetzung des deutschen Musicals Tanz der Vampire.

## Beteiligungen

### Hello! Project Groups
- Morning Musume (2001–2011)

### Subgroups
- Mini-Moni (2003–2004)
- Morning Musume Sakura Gumi (2003–2004)

### Shuffle Groups
- 2002: Happy 7
- 2003: 7AIR
- 2004: H.P. All Stars
- 2005: Elegies

### Andere
- 2002: Pocky Girls
- 2006–?: Metro Rabbits H.P.
- 2008–2011: High King

## Filme
- 2002: Tokkaekko
- 2003: Minimoni ja Movie Okashi na Daibouken!
- 2003: Koinu Dan no Monogatari

## Fernsehfilme
- 2002: Angel Hearts
- 2004: Minimoni de Bremen no Ongakutai
- 2006: Tenka Souran ~ Tokugawa Sandai no Inmou
- 2006: Doutoku Joshi Tandai Ecoken

## Musicals
- 2006: Ribbon no Kishi: The Musical (spielte die Hauptrolle)
- 2008: Cinderella the Musical (spielte ebenfalls die Hauptrolle)
- 2008: Fashionable
- 2011: Tanz der Vampire

## Radio
- 2003 Young Town Douyoubi

## Solo-Diskographie
- 2006: Yume Kara Samete (Single)